# Джон Дейві (носій корнуоллської мови)
Джон Дейві або Дейві (1812—1891) був корнуолльським фермером та одним з останніх носіїв корнуольської мови. За словами Генрі Дженнера, його рівень було складно визначити, але, ймовірно, він обмежувався кількома словами та фразами. Пісня, приписувана пам'яті Дейві, «Cranken Rhyme», ніколи не з'являлась у старіших джерелах, і, можливо, є однією з останніх представниць корнуолльської літератури.
Дейві жив у селі Босведнак у парафії Зеннор. Фермер, який деякий час служив учителем школи в Зеннорі, імовірно, навчився корнуольської мови від свого батька. Він помер у 1891 році у віці 79 років, забравши з собою свої знання.
Джон Гобсон Метьюз згадує Дейві у своїй «Історії Сент-Айвса, Леланта, Таведнека та Зеннора», опублікованій у 1892 році, через рік після смерті Дейві. У розділі, в якому обговорюється корнуольска мова та свідчення її пізнього виживання в регіоні, Метьюз вказує, що Дейві мав певні знання мови, міг розшифровувати місцеві корнські топоніми та міг «розмовляти на кілька простих тем стародавньою мовою». Однак він записує лише один приклад промови Дейві, і неясно, чи чув він розмову Дейві особисто, чи покладався на розповіді з інших рук. Крім того, хоча репутація Дейві як розповсюджувача корнуольської мови була добре відома в цьому районі, ніхто з його сусідів чи нащадків нічого про це не записав. Таким чином, важко судити про точність тверджень Метьюза або оцінити, наскільки Дейві насправді міг знати мову. Відомо, що Дейві мав копію корнуолльської роботи Вільяма Прайса 1790 року Archaeologia Cornu-Britannica, яку він успадкував від свого батька. Таким чином, можливо, він набув певних знань мови, вивчаючи — або запам'ятовуючи — Прайса. Проте записаний Метьюзом твір корнуольською мовою, пісня, відома як " Cranken Rhyme ", не міститься ні в Прайсі, ні в будь-якому іншому відомому тексті, що свідчить про те, що він володів деякою «оригінальною» корнуольською мовою, яку він, можливо, справді навчився від свого батька. Таким чином, він є важливою фігурою у вивченні корнуольскої мови на її останніх етапах, поряд із Честеном Марчантом (помер у 1676 р.) та Доллі Пентріт (померла в 1777 р.), які, на думку різних вчених, були останніми моноглотами та носіями коруольської мови відповідно.